# Andrija Žižić
Andrija Žižić, né le 14 janvier 1980 à Split, est un joueur croate de basket-ball, évoluant au poste de pivot. Il est le frère d'Ante Žižić, lui aussi joueur de basket-ball.

## Biographie
En janvier 2006, Žižić, alors à l'Olympiakos, marque 23 points et prend 9 rebonds pour une évaluation de 41 dans une rencontre d'Euroligue perdue contre le Maccabi Tel-Aviv. Dans la rencontre, il établit un record en Euroligue en marquant les 17 lancers francs qu'il tente.
En septembre 2013, il prolonge de deux ans son contrat avec le Cibona Zagreb, mais début janvier 2014, il rejoint le BK Astana, puis en février, le Maccabi Tel-Aviv où il signe un contrat durant jusqu'à la fin de la saison pour pallier l'absence de Shawn James.

## Clubs
- Formé à Omis Mosor (Croatie)
- 1997-1998 :  Plastic Solin
- 1998-2003 :  KK Split (A1 liga Ožujsko)
- 2003-2004 :  Cibona Zagreb (A1 liga Ožujsko)
- 2004-2005 :  Cibona Zagreb (A1 liga Ožujsko) puis  FC Barcelone (Liga ACB)
- 2005-2007 :  Olympiakos Le Pirée (Esake)
- 2007-2008 :  Panathinaïkos (Esake)
- 2008-2009 :  Galatasaray (TBL)
- 2009-2010 :  CAI Zaragoza (Liga LEB)
- 2010-2011 :  ASVEL Lyon-Villeurbanne (Pro A)
- 2011 :  KK Cedevita (A1 liga Ožujsko)
- 2011-2013 :  Cibona Zagreb (A1 liga Ožujsko)
- 2014 :  BK Astana
- 2014 :  Maccabi Tel-Aviv

## Palmarès

### Club
- Vainqueur de Euroligue 2014.
- Champion de Croatie 2003 avec KK Split et en 2004 avec Cibona Zagreb

### Sélection nationale
- Championnat d'Europe
  - Participation au Championnat d'Europe 2003 en Suède
  - Participation au Championnat d'Europe 2001 en Turquie
- Compétitions de jeunes
  - Participation au Championnat d'Europe de basket-ball masculin des 20 ans et moins 2000
  - Médaille d'argent au Championnat du monde junior de basket-ball masculin 1998
  - Médaille de Bronze au Championnat d'Europe de basket-ball masculin des 18 ans et moins 1999

### Distinctions personnelles
- Meilleur rebondeur de la Ligue adriatique en 2003 (8,2 rebonds)
- Meilleur marqueur de la Ligue adriatique en 2010
- Participation au All-Star Game croate 2000, 2001 et 2002